# Patriotas FC (Curitiba)
Patriotas FC is een Braziliaanse voetbalclub uit de stad Curitiba. 

## Geschiedenis
De club werd opgericht in 2020 en nam in 2021 deel aan de derde klasse van de staatscompetitie, waar de club in de middenmoot eindigde. In 2022 werd de club groepswinnaar en bereikte de finale, die ze verloren van Grêmio Maringá, echter dwong de club zo wel promotie af naar de tweede klasse. In 2023 eindigde de club meteen eerste in de groepsfase, maar verloor dan in de eindronde van PSTC en miste zo een tweede opeenvolgende promotie. Ook in 2024 verloor de club in de halve finale, deze keer van Paraná.